# ارين براون (صحفي)
ارين براون (بالإنجليزية: Warren Brown)‏ هو صحفي أمريكي، ولد في 3 يناير 1894 في Somersville, California ‏ في الولايات المتحدة، وتوفي في 19 نوفمبر 1978 في فورست بارك في الولايات المتحدة.